# Heraklion (Egypten)
Heraklion (grekiska: Ἡράκλειον) eller Thonis (grekiska: Θῶνις) var en stad i forntida Egypten. Heraklion var en viktig hamn- och handelsstad belägen i mynningen av Nilen vid dagens Abukir nordost om Alexandria och som idag ligger under vatten i västra delen av Abukirbukten ungefär 6,5 km från dagens kustlinje. Innan staden hittades år 2000 har dess existens varit osäker och mytisk.

## Staden
Heraklion (och dess grannstad Kanopos) finns nämnd i skriftliga källor av Herodotos, Strabon och Diodorus Siculus, men texterna är mycket generella, och saknar detaljer. Herodotos berättar om ett stort tempel, och Strabon beskriver Heraklions läge öster om Kanopos vid Nilens mynning.
| ”                                          | […] han kom till Egypten […] till det som nu heter Kanopos Nilens mynning och till Taricheiai. Nu var det vid stranden, där fortfarande Herakles tempel finns […] men också till vakten av flodmynningen som heter Thonis. | „ |
| – Herodotos, Volym 2, Euterpe, kapitel 113 | |   |

Tidigare betraktades Heraklion och Thonis som två olika städer, men fyndet av Nectanebostelen bevisade att 'Heraklion' var grekiska, och 'Thonis' var egyptiska för namnet på samma stad
Staden grundades sannolikt på 700-talet f.Kr. och hade sin blomstringstid från år 500 f.Kr. till 300  f.Kr. Under perioden var Heraklion en mycket viktig knutpunkt för handeln mellan Grekland och Egypten. Heraklion var en central tullstation och kontrollerade Egyptens marina handel.
Efter att Alexandria grundats 331 f.Kr. började Heraklion förlora sin position som Egyptens främsta handelsstad. Sannolikt började staden förfalla efter att ha i alla fall delvis förstörts under ett jordskalv på slutet av 100-talet f.kr. Staden förföll sedan sannolikt gradvis av kombinationen av jordbävningar, tsunami, höjd vattenlinje och sättningar. En jordbävning med tillhörande tsunami år 365 har sannolikt bidragit till förstörelsen. Troligen hade staden sjunkit under vattenlinjen på 700-talet.

## Upptäckten
Under lång tid har Heraklions läge och eventuella existens varit osäker. 1933 beskrev en pilot från Storbritanniens flygvapen att han sett ruiner i vattnet utanför Abukir, men inga arkeologiska undersökningar gjordes. Ruinerna efter Heraklion hittades år 2000 av Europeiska institutet för undervattensarkeologi (IEASM) under ledning av Franck Goddio. Med hjälp av sonar och magnetometer kartlades botten utanför Abukir och Heraklion lokaliserades.

## Fynden

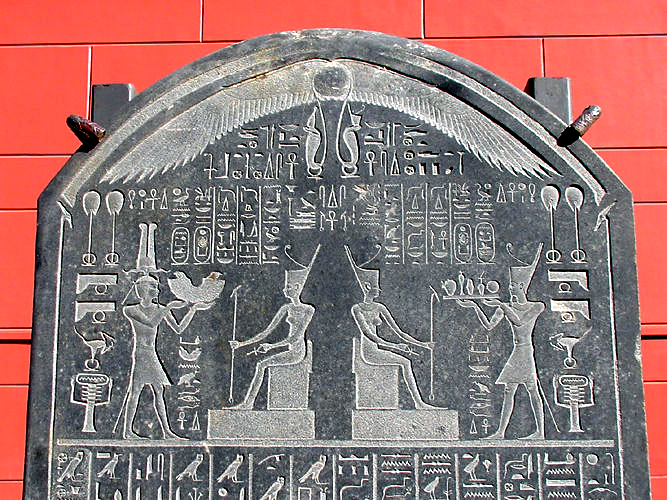
Nectanebostelen som hittades i Heraklion och bekräftar att Heraklion och Thonis är samma stad.

Flera viktiga landmärken såsom hamnar och kanaler har lokaliserats inklusive templet för guden Amon och hans son Khonsu. Utöver infrastruktur och byggnader har även en stor mängd artefakter hittats såsom båtar, statyer, keramik, mynt och smycken. Utmärkande bland statyerna är tre stora statyer av guden Hapi, drottning Kleopatra III (avbildad som gudinnan Isis) och en ännu inte identifierad farao från Egyptens tjugosjätte dynasti. Även en 1,90 m hög stele, Nectanebostelen, utfärdad av farao Nektanebos I (r. 378–362 f.Kr) som har stora likheter med Naukratisstelen har hittats bland ruinerna. Stelen bekräftar identifieringen av staden.
| ”                                          | Hans majestät [farao Nektanebos I] förordnar: En tiondel av guldet, silvret, virket, bearbetat trä och alla varor som kommer från Medelhavet […] ska bli gudomliga offer till min mamma Neith, | „ |
| – Del av inskriptionen på Nectanebostelen. | |   |

Andra utmärkande fynd är 13 djursarkofager av kalksten, guldtallrikar med inskriptioner på grekiska om Ptolemaios III Euergetes (284–221 f.Kr.), 64 skeppsvrak och 700 ankare har hittats i Heraklions forna närområde. Vraken är daterade från 500-talet till 100-talet f.Kr.
Utgrävningsområdet upptar 11 x 15 km, men 95% är fortfarande inte utgrävt.